# هاچیماکی

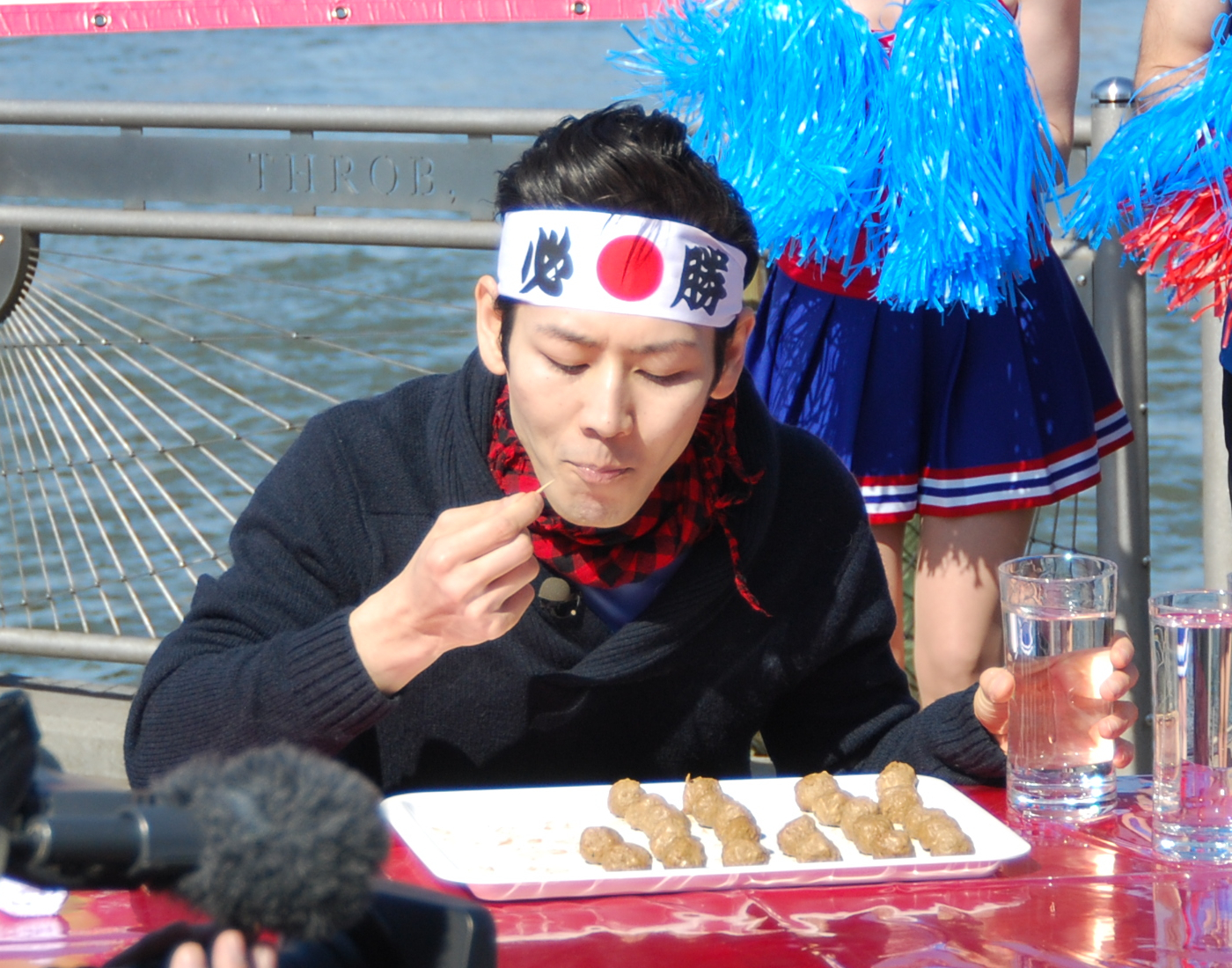
تاکه‌رو کوبایاشی یک هاچیماکی بر دور سر بسته‌است در سال ۲۰۱۰

هاچیماکی (انگلیسی: Hachimaki) در فرهنگ ژاپنی یک پیشانی‌بند است، معمولاً از پارچه قرمز یا سفید ساخته می‌شود که معمولاً دارای طرحی از کانجی در جلو است. به‌ویژه توسط افرادی که در ارتش هستند استفاده می‌شده‌است، یا به سادگی عرق را از صورت از بین می‌برند.